# Naturschutzgebiet Nuhnewiesen

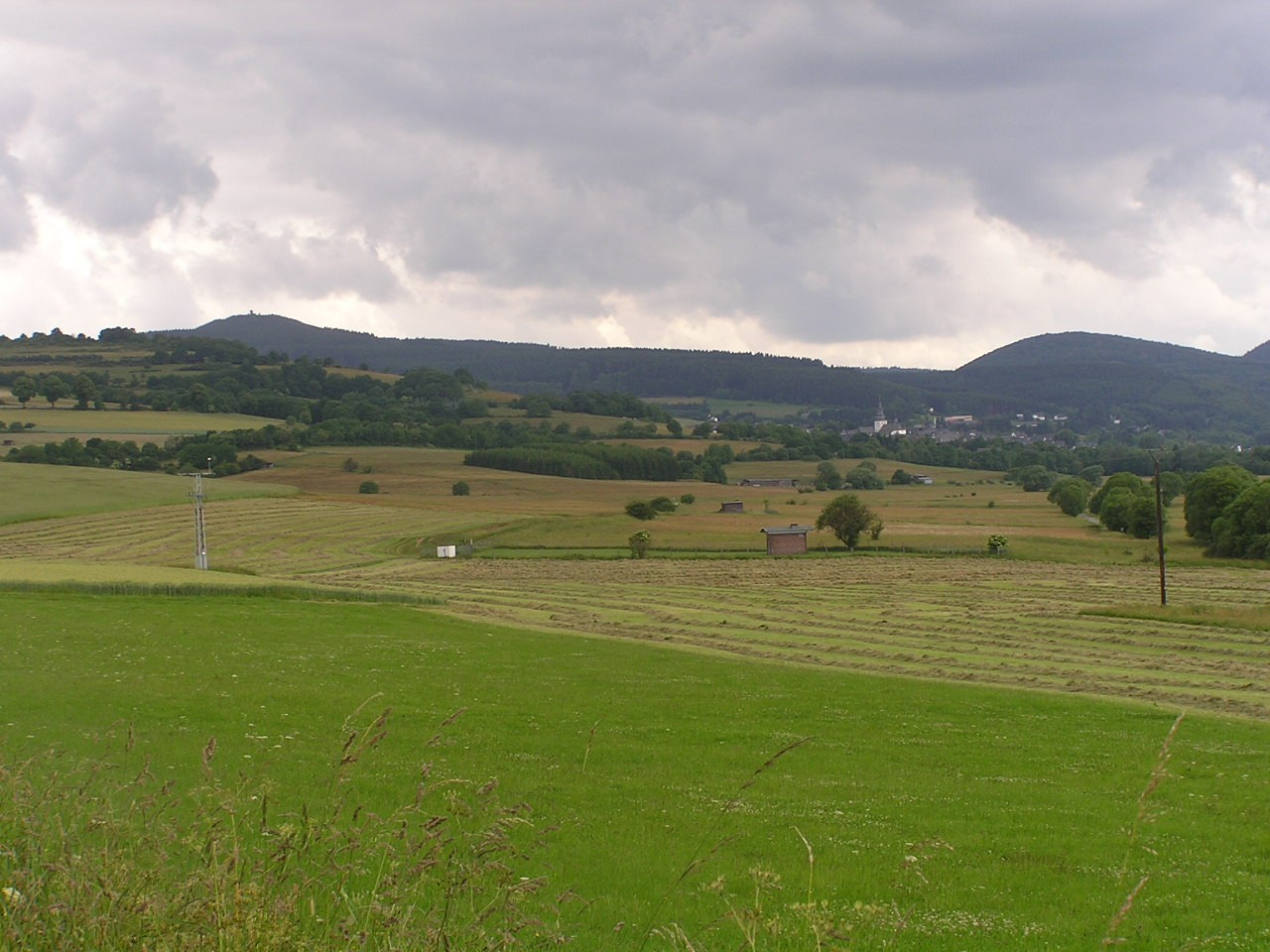
Naturschutzgebiet Nuhnewiesen von Nordosten im Sommer

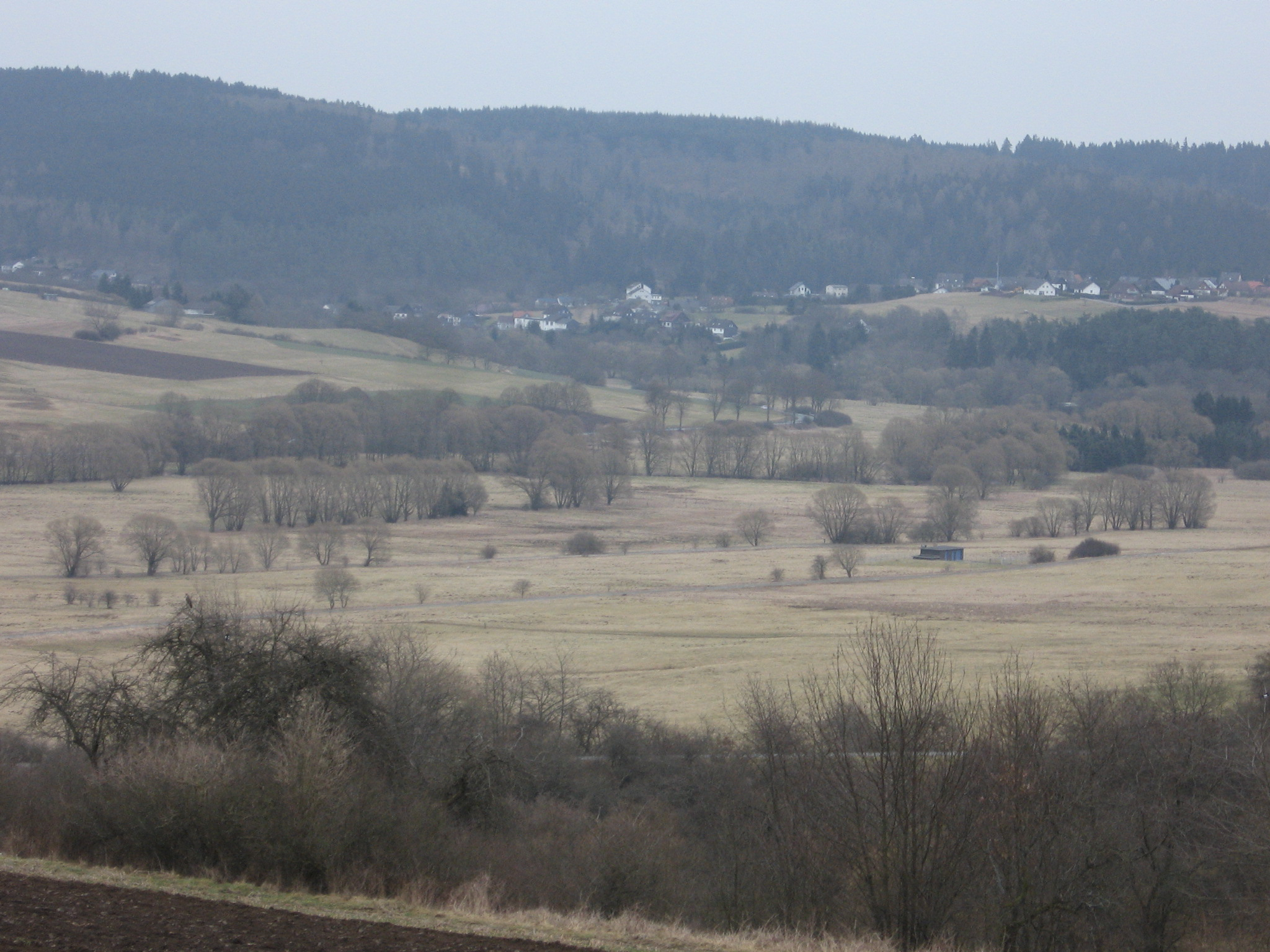
Naturschutzgebiet Nuhnewiesen von Südwesten im März

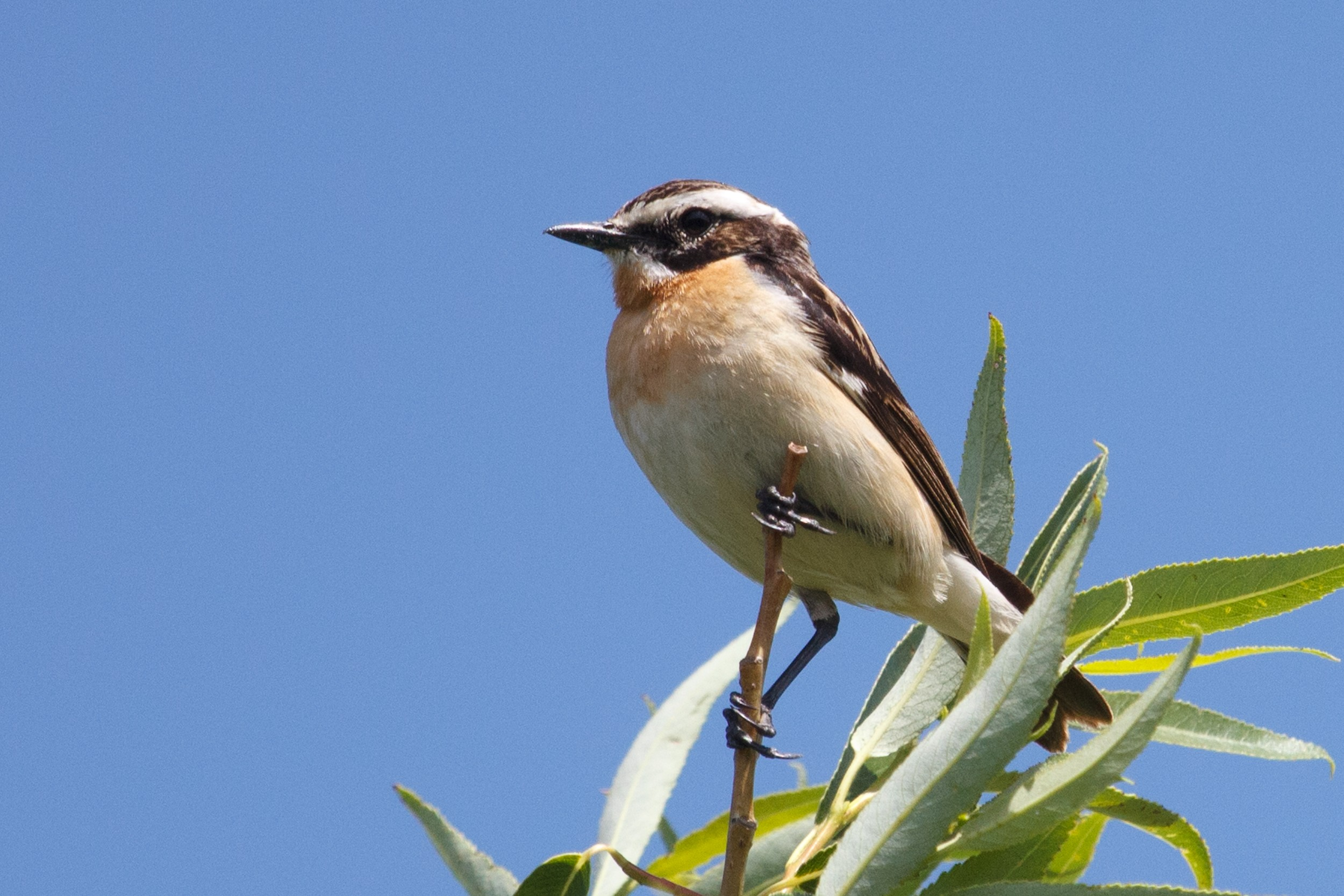
Braunkehlchen im Naturschutzgebiet Nuhnewiesen

Das Naturschutzgebiet Nuhnewiesen mit einer Größe von 167,7 ha liegt südöstlich von Hallenberg. Es wurde am 15. September 2004 mit dem Landschaftsplan Hallenberg durch den Hochsauerlandkreis als Naturschutzgebiet (NSG) ausgewiesen. Das NSG ist Teil des Europäischen Vogelschutzgebiets Medebacher Bucht und des FFH-Gebietes Nuhnewiesen, Wache und Dreisbachtal (DE 4817-306). Mitten im NSG liegt der Geschützte Landschaftsbestandteil 2 Schwarzerlengruppen.

## Gebietsbeschreibung
Den Großteil der Nuhnewiesen nehmen extensiv genutzte Nasswiesen und Nassweiden ein. Im Gebiet gibt es unter anderem die Grünlandtypen Bergmähwiesen, Glatthaferwiesen und Silgenwiesen. Der Fluss Nuhne hat im NSG noch eine Unterwasservegetation.

## Tier- und Pflanzenarten im NSG
Das Braunkehlchen hat mit 40 bis 50 Brutpaaren eine seiner drei größten Brutvorkommen in NRW in den Nuhnewiesen. Nur im Naturschutzgebiet Wetterbachtal und im Naturschutzgebiet Buchheller Quellgebiet im Kreis Siegen-Wittgenstein kommen in NRW etwa gleich große Bestände vor. Das Braunkehlchen kommt im Hochsauerlandkreis nur noch im Naturschutzgebiet Nuhnewiesen als Brutvogel vor.
Auswahl vom Landesamt für Natur, Umwelt und Verbraucherschutz Nordrhein-Westfalen dokumentierter Brutvogelarten im Gebiet: Amsel, Bachstelze, Bluthänfling, Braunkehlchen, Dorngrasmücke, Feldlerche, Feldschwirl, Fitis, Gartengrasmücke, Gebirgsstelze, Girlitz, Goldammer, Grauschnäpper, Hausrotschwanz, Klappergrasmücke, Mönchsgrasmücke, Neuntöter, Raubwürger, Rohrammer, Rotkehlchen, Stockente, Sumpfrohrsänger, Turteltaube, Wacholderdrossel, Wachtel, Wasseramsel, Wiesenpieper, Zaunkönig, Zilpzalp. Vogelarten wie Schwarzstorch, Rotmilan und Eisvogel sind regelmäßige Nahrungsgäste.
Auswahl vom Landesamt dokumentierter Pflanzenarten im Gebiet: Acker-Hornkraut, Acker-Schachtelhalm, Acker-Witwenblume, Ährige Teufelskralle, Aufgeblasenes Leimkraut, Bach-Nelkenwurz, Beifuß, Berg-Flockenblume, Berg-Platterbse, Berg-Sandglöckchen, Bergwiesen-Frauenmantel, Besenginster, Blutwurz, Breitblättriger Thymian, Breitblättriges Knabenkraut, Brennender Hahnenfuß, Doldiges Habichtskraut, Echte Brunnenkresse, Echter Baldrian, Echter Beinwell, Echte Schlüsselblume, Echtes Johanniskraut, Echtes Labkraut, Echtes Leinkraut, Echtes Mädesüß, Echtes Springkraut, Feinblättrige Wicke, Feld-Ehrenpreis, Frühlings-Hungerblümchen, Gänseblümchen, Gamander-Ehrenpreis, Geflecktes Johanniskraut, Gelbe Schwertlilie, Gemeiner Hohlzahn, Gewöhnliche Nachtviole, Gewöhnliche Pestwurz, Gewöhnlicher Blutweiderich, Gewöhnliches Ferkelkraut, Gewöhnliches Habichtskraut, Gewöhnliches Hirtentäschel, Gewimpertes Kreuzlabkraut, Ginster-Sommerwurz, Glattes Habichtskraut, Gras-Sternmiere, Große Bibernelle, Große Klette, Große Sternmiere, Großer Wiesenknopf, Gundermann, Hain-Vergissmeinnicht, Harzer Labkraut, Heide-Labkraut, Heide-Nelke, Herbstzeitlose, Jakobs-Greiskraut, Kleine Bibernelle, Kleine Braunelle, Kleine Wasserlinse, Kleiner Klappertopf, Kleiner Wiesenknopf, Kleines Habichtskraut, Kletten-Labkraut, Knoblauchsrauke, Knolliger Hahnenfuß, Knäuel-Hornkraut, Kohldistel, Kratzbeere, Kriechender Günsel, Kriechender Hahnenfuß, Kriechendes Fingerkraut, Kuckucks-Lichtnelke, Körner-Steinbrech, Magerwiesen-Margerite, Moor-Labkraut, Moschus-Malve, Orangerotes Habichtskraut, Pfennigkraut, Purgier-Lein, Purpur-Fetthenne, Quell-Sternmiere, Quellen-Hornkraut, Quendel-Ehrenpreis, Rainfarn, Rapunzel-Glockenblume, Rote Lichtnelke, Roter Fingerhut, Rundblättrige Glockenblume, Ruprechtskraut, Salbei-Gamander, Sand-Thymian, Schlangen-Knöterich, Schmalblättrige Wicke, Schwarze Teufelskralle, Spitzlappiger Frauenmantel, Sumpf-Dotterblume, Sumpf-Helmkraut, Sumpf-Labkraut, Sumpf-Pippau, Sumpf-Schachtelhalm, Sumpf-Vergissmeinnicht, Tauben-Skabiose, Teich-Schachtelhalm, Teufelsabbiss, Trollblume, Ufer-Wolfstrapp, Viersamige Wicke, Vogel-Wicke, Wald-Ehrenpreis, Wald-Engelwurz, Wald-Erdbeere, Wald-Storchschnabel, Wald-Ziest, Wasser-Minze, Wasserdarm, Weißes Labkraut, Wiesen-Bocksbart, Wiesen-Bärenklau, Wiesen-Flockenblume, Wiesen-Kerbel, Wiesen-Kümmel, Wiesen-Labkraut, Wiesen-Pippau, Wiesen-Platterbse, Wiesen-Schaumkraut, Wildes Stiefmütterchen, Zaun-Wicke, Zottiges Weidenröschen.

## Schutzzweck
Laut Naturschutzgebiets-Ausweisung wurde das Gebiet zum Naturschutzgebiet ausgewiesen, um zur Sicherung des ökologischen Netzes Natura 2000 der EU im Sinne der FFH-Richtlinie und ferner zur Erhaltung und Entwicklung von Lebensgemeinschaften und Lebensstätten wildlebender, teils gefährdeter Arten, von Tier- und Pflanzenarten beizutragen. Auch der Erhalt und die naturnahe Entwicklung des reich strukturierten, grünlandgeprägten Nuhnetales mit dem naturnahen Flusslauf sollte gesichert werden. Ferner sollte der Erhalt und die naturnahe Entwicklung des extensiv genutzten Feuchtgrünlandes im Naturschutzgebiet gesichert werden. Wie bei allen Naturschutzgebieten in Deutschland wurde in der Schutzausweisung darauf hingewiesen, dass das Gebiet „wegen der Seltenheit, besonderen Eigenart und Schönheit des Gebietes“ zum Naturschutzgebiet wurde.

## Schutzmaßnahmen
Auf Antrag des Verein für Natur- und Vogelschutz im Hochsauerlandkreis (VNV) hat das Land NRW in den 1990er Jahren Flächen in den Nuhnewiesen angekauft. Die angekauften Wiesen des Gebietes werden seitdem extensiv genutzt bzw. weiter extensiv genutzt, ferner wurden Brachestreifen angelegt. Von 2005 bis 2009 lief im Vogelschutzgebiet Medebacher Bucht ein LIFE-Projekt der Europäischen Union. Projektträger vor Ort war die Biologische Station Hochsauerlandkreis. In den Nuhnewiesen wurde ein Beobachtungsturm für Besucher gebaut. Einer von vier Naturwegen in „Highlights“ der Medebacher Bucht wurde in den Nuhnewiesen angelegt. Die 75,39 ha Landesflächen übernahm 2003 die Nordrhein-Westfalen-Stiftung Naturschutz, Heimat- und Kulturpflege.
Wie in der NSG-Ausweisung 2004 vorgesehen wurden Ackerflächen in Grünland umgewandelt und nicht bodenständige Gehölze (Blaufichten) entfernt.